# Władysław Szuzkiewicz
Władysław Szuszkiewicz (Vilnius, 12 novembre 1938 – 14 novembre 2007) è stato un canoista polacco.

## Palmarès

### Olimpiadi
- 1 medaglia:
  - 1 bronzo (Monaco di Baviera 1972 nel K-2 1000 metri)